# Petasis-Reagenz
Bei dem Petasis-Reagenz handelt es sich um den Titankomplex Dimethyltitanocen. Es kann analog dem Tebbe-Reagenz zur Olefinierung von Ketonen, Aldehyden, Estern und Lactonen verwendet werden. Gegenüber dem Tebbe-Reagenz besitzt es den Vorteil der leichteren Herstellung und der höheren Stabilität. Des Weiteren erlaubt es auch die Einführung größerer Reste, während mit dem Tebbe-Reagenz nur eine Methenylierung möglich ist.
Das Reagenz ist nach dem zyprisch-US-amerikanischen Chemiker Nicos A. Petasis (* 1954) benannt.

## Herstellung
Die Herstellung des Petasis-Reagenz kann leicht aus Titanocendichlorid durch Substitution mit Methyllithium oder Methylmagnesiumchlorid bewerkstelligt werden. Im Folgenden wird als Abkürzung für die Cyclopentadienyl-Liganden der auftretenden Komplexverbindungen die Abkürzung Cp verwendet.

## Reaktionsmechanismus
Das Petasis-Reagenz wird analog dem Tebbe-Reagenz verwendet. Wahrscheinlich wird auch als aktive Spezies das gleiche Schrock-Carben gebildet. Die Reaktion wird allerdings bei höherer Temperatur (60–80 °C) durchgeführt. Dies ist nötig um aus dem Titankomplex Methan abzuspalten und so einen Carbenkomplex zu bilden.
Die Methylenierung verläuft analog der Reaktion mit der Tebbe-Reagenz: Das durch Methanabspaltung erhaltene Schrock-Carben addiert zunächst an die Carbonylkomponente unter Bildung eines Oxatitanacyclobutans. Nach Ringöffnung erhält man das methylenierte Produkt. Ähnlich wie im Falle des Phosphors bei der Wittig-Reaktion ist die Affinität von Titan zu Sauerstoff Triebkraft der Reaktion. 

## Verwendung
Verwendet wird das Petasis-Reagenz zur Methylenierung von Ketonen, Estern, Aldehyden und Lactonen. Besonders bei Carbonylfunktionen, die durch die Wittig-Reaktion nicht olefiniert werden können (z. B. Ester, Lactone), bietet das Petasis-Reagenz eine Alternative. Anders als beim Tebbe-Reagenz lassen sich auch in bedingtem Umfang größere Reste, wie zum Beispiel einen Benzylidenrest, einführen.